# Dominic Reinold
Dominic Reinold (* 7. Januar 1989 in Wesseling) ist ein deutscher Fußballspieler. Er spielt vorzugsweise als offensiver Mittelfeldspieler, kann aber auch als Mittelstürmer und hängende Spitze eingesetzt werden.

## Vereinskarriere

### Jugend in Deutschland
Reinold begann seine Karriere bei den unterklassigen deutschen Vereinen SSV Berzdorf und Spvg Wesseling-Urfeld, bevor er zum Bonner SC wechselte. Dort spielte er mit der A-Jugend in der A-Junioren-Bundesliga.

### Erste Seniorenjahre in den USA
Im Sommer 2008 entschied sich Reinold, in den USA zu studieren und setzte seine Karriere bei dem Fußballklub seiner Universität, der Fairleigh Dickinson University, den Fairleigh Dickinson Knights in der Northeast Conference fort. Dort überzeugte er mit guten Leistungen. Reinold schoss im ersten Jahr in achtzehn Spielen zwölf Tore (vier Vorlagen) und im zweiten Jahr neun Tore (vier Vorlagen). Aufgrund dieser starken Auftritte wurde er für das First Team All-Northeast Conference sowohl 2009, als auch 2010 nominiert. Zudem auch für das National Soccer Coaches Association of America Second Team All-North Atlantic Region im Jahr 2010. Weiterhin wurde er als Rookie of the Year der Northeast Conference im Jahr 2009 ausgezeichnet. In den Jahren 2010 und 2011 bestritt er in den Saisonpausen zudem einige Partien für die New Jersey Rangers in der USL Premier Development League. Insgesamt absolvierte er dort elf Spiele und erzielte sechs Tore.

### Profifußball in Portugal
Im Sommer 2011 wurde Reinold von seinem damaligen Trainer von den New Jersey Rangers Carlos Rasoilo, der aus Portugal stammt, in dessen Heimat Aveiro beim Erstligisten SC Beira-Mar empfohlen. Nachdem Reinold dort ein Probetraining absolviert hatte, wurde er am 21. Juli für zwei Jahre unter Vertrag genommen. Sein Debütspiel in der Liga Zon Sagres bestritt er am ersten Spieltag im Auswärtsspiel am 24. August gegen Marítimo Funchal, als er in der 67. Minute für den Chinesen Zhang Chengdong eingewechselt wurde. Das Spiel endete torlos. Hierauf folgte noch ein Kurzeinsatz am zweiten Spieltag, bevor er kurz vor Ende der Transferperiode zum portugiesischen Zweitligisten SC Covilhã für ein Jahr ausgeliehen wurde, um dort Spielpraxis zu sammeln. Für SC Covilhã debütierte er am dritten Spieltag der Liga de Honra in der Startelf im Auswärtsspiel gegen Naval 1º de Maio. Reinold wurde in der 61. Minute ausgewechselt und das Spiel wurde mit 2:1 verloren. Sein erstes Tor erzielte er am 11. Spieltag beim 2:1-Heimsieg gegen SC Freamunde in der 50. Minute. Ende April 2012 zog er sich eine Knieentzündung zu und fiel für den Rest der Saison aus. Insgesamt absolvierte er für SC Covilhã in der Saison 2011/12 vierundzwanzig Einsätze und erzielte zwei Treffer. Nach der Saison kehrte er zu SC Beira-Mar zurück.

### Karriereknick durch Verletzungen
Nachdem er im Sommer 2012 wieder fit wurde, brach die Verletzung in der Saisonvorbereitung wieder auf und Reinold musste sich erneut in Behandlung begeben. Anfang September 2012 löste er seinen Vertrag bei Beira-Mar auf und kehrte nach Deutschland zurück, um sich dort in medizinische Behandlung zu begeben. Hier unterzog er sich einer Arthroskopie am linken Knie. Im Oktober 2012 konnte er erstmals wieder mit dem Training beginnen. Im Januar 2013 absolvierte Reinold ein Probetraining beim deutschen Regionalligisten Eintracht Trier. Von einer Verpflichtung wurde jedoch abgesehen. Ende Januar 2013 absolvierte er ein Probetraining beim moldawischen Erstligisten FC Milsami während des Trainingslagers in der Türkei unter dem deutschen Trainer Rainer Zobel. Anfang März 2013 musste Reinold aufgrund seiner Verletzung erneut operiert werden.

### Comeback in Kanada
Ende Juli 2013 gab der Fußballklub der kanadischen Universität Trinity Western University, die Trinity Western Spartans, bekannt, dass Reinold seine Karriere für das Team im Canadian Interuniversity Sport fortsetzen wird. Nebenbei studierte er Bewegungswissenschaft. Allerdings konnte Reinold im restlichen Jahr 2013 nur zwei Partien bestreiten, in denen ihm ein Tor gelang, bevor er aufgrund einer neuerlichen Verletzung bis Mitte 2014 pausieren musste. Im Jahr 2014 kam er dann noch zu sechs weiteren Einsätzen und erzielte zwei Tore (eine Vorlage). Im Sommer 2015 verließ er die Universität.

### Rückkehr nach Deutschland
Nach zwei Jahren in Kanada entschloss sich Reinold im Sommer 2015 für eine Rückkehr nach Deutschland. Hier schloss er sich dem Landesligisten SSV Merten an. Nachdem im Dezember 2015 eine Arthrose in seinem lädierten Knie festgestellt worden war, beendete Reinold daraufhin seine Karriere. Er ist inzwischen als Individualtrainer im Fußball- und Fitnessbereich mit seiner Firma domletics selbständig und betreut unter anderem Frederic Ananou. Außerdem arbeitet er saisonal für die Fußballschule von Real Madrid.
Nebenbei spielt er noch für die Kleinfeld Nationalmannschaft von Deutschland, für die er bei der Europameisterschaft 2016 in Ungarn Torschützenkönig wurde.